# Nessuna cortesia all'uscita
Nessuna cortesia all'uscita è un romanzo noir dello scrittore italiano Massimo Carlotto pubblicato nel 1999.
Oltre che in Italia (Edizioni E/O), il libro è stato tradotto e pubblicato negli Stati Uniti (Europa Editions).

Ha vinto nel 1999 il 14º Premio Giuseppe Dessì e, sempre nel 1999, la menzione speciale della giuria Premio Scerbanenco.

## Trama
Il protagonista, l'investigatore privato Marco Buratti (detto l'Alligatore) accetta di fare da paciere per conto del malavitoso Gigi Barison, affiliato alla mafia del Brenta e, dopo un incontro con la banda, che vuole eliminare il malavitoso, convince Barison a sparire.

Contemporaneamente, il suo socio Rossini ha a che fare con la mafia albanese, che gestisce un giro di prostitute provenienti dal paese balcanico, e lo aiuta a negoziare la posizione di una giovane ragazza introdotta nel giro.

Una sera, l'auto di Rossini e l'Alligatore viene bloccata dalla polizia: il maresciallo Todaro incastra i due, costringendoli ad accettare il ruolo di informatori della polizia per evitare di essere incarcerati. A questo punto, per capire meglio cosa succede e tentare di togliersi dalla situazione pericolosa in cui sono finiti, all'Alligatore viene in mente di contattare Max la Memoria, un abile analista latitante. Tramite la sua fidanzata Marielita, l'Alligatore incontra Max nel suo rifugio segreto e lo convince ad aiutare lui e Rossini.

Grazie a Max, il quadro della vicenda comincia a chiarirsi. Recuperate preziose informazioni da Barison e da un giudice civilista, tale Franchino Guzzon, i tre cominciano a concepire un piano che li dovrà salvare da scontri con la mafia del Brenta, poliziotti corrotti, operazioni speciali di polizia e malavitosi spietati.

## Personaggi
- Marco Buratti, soprannominato l'"Alligatore": investigatore privato;
- Beniamino Rossini: contrabbandiere, rapinatore e gangster, è il "socio" di Marco Buratti;
- Max la Memoria: ex dell'estrema sinistra degli anni settanta e latitante, creatore di un immenso archivio di informazioni, è il terzo "socio" di Marco Buratti e Beniamino Rossini. Non si conosce il suo vero nome;
- Sylvie: danzatrice del ventre franco-algerina, fidanzata di Beniamino Rossini;
- Pierluigi Barison, detto "Gigi Granseola": malavitoso veneziano affiliato alla mafia del Brenta;
- Tristano Castelli: capo della mafia del Brenta;
- Nereo Menegolli: braccio destro di Castelli, capo militare della banda;
- Maresciallo Todaro: poliziotto proveniente dall'antiterrorismo;
- Franchino Guzzon: avvocato civilista di Padova;
- Mario Barbati: magistrato della direzione distrettuale antimafia di Venezia.

## Edizioni
- Massimo Carlotto, Nessuna cortesia all'uscita, 1ª ed., Edizioni e/o, 1999,  p. 224, ISBN 88-7641-378-2.
- Massimo Carlotto, Nessuna cortesia all'uscita, 2ª ed., Edizioni e/o, 2000,  p. 229, ISBN 88-7641-426-6.